# Ulrich Loos
Ulrich Loos (* 1. Mai 1939 in Insterburg) ist ein deutscher Endokrinologe und Hochschullehrer, dessen wissenschaftlicher Schwerpunkt auf dem Bereich der Schilddrüsenerkrankungen (Thyreologie) liegt. Er ist zusammen mit Gerhard Rothenbuchner und Ernst-Friedrich Pfeiffer einer der Erstbeschreiber des Low-T3-Syndroms, der Hauptkomponente des Non-Thyroidal-Illness-Syndroms.

## Werdegang
Loos studierte von 1960 bis 1966 Medizin an der Universität Heidelberg. In seiner Dissertationsarbeit befasste er sich unter Anleitung von Gotthard Schettler mit der Wirkung des Steroids Methenolon auf den Fettstoffwechsel. Nach dem Wechsel an das Universitätsklinikum Ulm leitete er dort seit 1971 das Schilddrüsenlabor und seit 1975 die Schilddrüsenambulanz. Er habilitierte sich im Jahre 1982 mit grundlegenden und klinischen Studien zum Schilddrüsenhormonstoffwechsel. 1988 wurde er zum außerplanmäßigen Professor der Universität Ulm ernannt. Von 1971 bis zu seiner Pensionierung im Jahre 2004 leitete er ein endokrinologisches Forschungslabor und eine wissenschaftliche Arbeitsgruppe, seit 1978 war er Oberarzt am Universitätsklinikum Ulm. Loos organisierte neun internationale wissenschaftliche Konferenzen und veröffentlichte zahlreiche wissenschaftliche Artikel und Bücher zur Physiologie und Pathophysiologie der Schilddrüse.
1998 wurde Ulrich Loos mit dem Kooperationspreis Wissenschaft-Wirtschaft der Universität Ulm ausgezeichnet.
Im Laufe seines wissenschaftlichen Lebens leitete er zahlreiche Forschungsprojekte zur Konversion von Schilddrüsenhormonen, zur Schilddrüsenhormonresistenz, zum Natrium-Iodid-Symporter, zum Thyreostimulin und insbesondere zur Molekularpathologie des Morbus Basedow und der endokrinen Orbitopathie.
Im Jahre 2004 gründete Ulrich Loos mit Werner Kress die Firma KreLo GmbH Medical Diagnostics, ein biotechnologisches Unternehmen, das Diagnosewerkzeuge für die Humanmedizin entwickelt und produziert.

## Publikationen (Auswahl)
- mit Karl-Heinz Altemeyer, Jürgen E. Schmitz, Wulf Seeling und Friedrich Wilhelm Ahnefeld: Energy expenditure and thyroid hormones in polytraumatized patients. In: Clin Nut. 1982, Supplement 1, S. 56 ff.
- mit Wulf Seeling, Karl-Heinz Altemeyer, M. Butters, Horst L. Fehm, R. Mayer, M. Nabjinsky und Jürgen E. Schmitz: Glukose, ACTH, Kortisol, T4, T3 und rT3 im Plasma nach Cholezystektomie. Vergleichende Untersuchungen zwischen kontinuierlicher Periduralanästhesie und Neuroleptanalgesie. In: Regional-Anaesthesie. Band 7, Heft 1, Januar 1984, S. 1–10; Sonderteil in Der Anaesthesist. Band 33, Heft 1, Januar 1984.